# IC 3760
IC 3760 ist eine linsenförmige Galaxie vom Hubble-Typ S0 im Sternbild Jungfrau auf der Ekliptik. Sie ist schätzungsweise 599 Mio. Lichtjahre von der Milchstraße entfernt und hat einen Durchmesser von etwa 50.000 Lj. Die Galaxien IC 815, IC 3756 und IC 3760 bilden wahrscheinlich ein gravitativ gebundenes Trio.
Das Objekt wurde am 10. Mai 1904 von Royal Harwood Frost entdeckt.